# 稲葉氏
稲葉氏（いなばし）は、武家・華族だった日本の氏族。
江戸時代に複数の大名家を出し、明治初期の廃藩置県まで3家が大名家として存続、いずれも華族の子爵家に列した。

## 出自
伊予の豪族・河野氏（伊予橘氏）の一族とするのが定説である。しかしそれを疑わしいとし、生駒氏、楠木氏、服部氏、伊賀氏（美濃安藤氏）と同族とする説もある。

## 戦国時代
戦国時代の稲葉氏当主良通（一鉄）ははじめ斎藤氏に仕え、安藤守就・氏家卜全と共に西美濃三人衆として権勢を振るうが、やがて織田信長に仕える。信長が本能寺の変で急死すると、信長に追放され身を潜めていた安藤守就が兵を挙げ、領土確保を目指すが、これを破り安藤一族を討ち果たした。その後は子の重通・貞通らと共に豊臣秀吉に仕えた。

## 江戸時代
良通の子貞通は関ヶ原の戦いで西軍から東軍に寝返り、本戦に参加して武功を挙げた。美濃郡上八幡4万石から豊後臼杵5万石に加増移封され、以降明治維新まで転封なく臼杵藩主の外様大名家として続いた。
これと別に良通の庶長子の重通も分家して大名となり、美濃清水を領した。その後家督は稲葉氏の一族の尾張林氏より養子に入った正成が継いだが、正成の妻の春日局が3代将軍徳川家光の乳母となったため、正成の子正勝が老中に出世し、以降正勝の系譜は姻戚関係にあった堀田氏と共に譜代大名として栄え、相模国小田原藩8万5000石、ついで山城国淀藩10万2000石を領して明治維新を迎えた。
なお、重通の実子の通重、道通もそれぞれ清水藩主、田丸藩主となっているが、通重は自身の代で、道通は子の紀通の代でそれぞれ改易となっている。
また正成の十男正吉の子正休は1682年（天和2年）に若年寄に出世したことで加増されて青野藩主1万2000石になったが、1684年（貞享元年）江戸城中で大老堀田正俊を刺殺し、自身も居合わせた大久保忠朝ら他の老中たちに惨殺されて家は取り潰された 。
正勝の嫡子正則（小田原藩主）の三男正員の家系は、1781年（天明元年）に正明の代になって安房国館山藩1万石の譜代大名家となっており、この家は明治維新まで続いた。
幕末の淀藩主稲葉正邦は幕府において老中や国内事務総裁の地位にあったが、城代（正邦自身は当時江戸にいた）は鳥羽伏見の戦いから後退してきた旧幕府軍の受け入れを拒否し、中立的立場をとった。

## 明治以降
明治維新後、最後の臼杵藩主稲葉久通、最後の淀藩主稲葉正邦、最後の館山藩主稲葉正善は、明治2年（1869年）の版籍奉還でそれぞれの藩の藩知事に任じられるとともに華族に列し、明治4年の廃藩置県まで藩知事を務めた。
1884年（明治17年）の華族令施行で華族が五爵制になると上記3人はいずれも旧小藩知事として子爵に叙せられた。
淀稲葉子爵家の2代子爵稲葉正縄は宮内省官僚となり東宮侍従や式部官などを歴任した。大正初期には宅地地価の上昇があり、淀稲葉子爵家の資産は50万円に増えていた。神田小川町の屋敷6000坪は峯島喜代に売却した。
昭和前期に臼杵稲葉子爵家の邸宅は東京市渋谷区原宿にあった。林田家と館山稲葉子爵家の邸宅は東京市渋谷区青葉町にあった。